# ورزشگاه النفط
ورزشگاه النفط (به عربی: ملعب النفط) ورزشگاهی چندکاربردی در بغداد می‌باشد. امروزه از آن بیشتر برای برپایی مسابقه‌های فوتبال و به عنوان ورزشگاه خانگی باشگاه فوتبال النفت استفاده می‌شود. این ورزشگاه گنجایش ۳۰۰۰ نفر تماشاچی را دارد.